# Cryptorhopalum rubidum
Cryptorhopalum rubidum is een keversoort uit de familie spektorren (Dermestidae). De wetenschappelijke naam van de soort werd in 1979 gepubliceerd door Beal.